# Kesselschlacht von Demjansk
Die Kesselschlacht von Demjansk (auch kurz Kessel von Demjansk; russisch Демянская операция) fand Anfang 1942 während des Zweiten Weltkrieges an der deutsch-sowjetischen Front südöstlich des Ilmensees statt. Bis zum 8. Februar konnte die Rote Armee um die Stadt Demjansk sechs deutsche Divisionen einkreisen. Diese hielten den Kessel dank massiver Versorgung aus der Luft, bis deutsche Truppen am 21. April durch einen Entsatzangriff wieder Verbindung mit der Besatzung aufnehmen konnten. Bis zur endgültigen Räumung des Gebietes durch die deutschen Truppen verging jedoch noch fast ein Jahr. Erst im März 1943 zogen dort die letzten deutschen Truppen ab.

## Kesselbildung

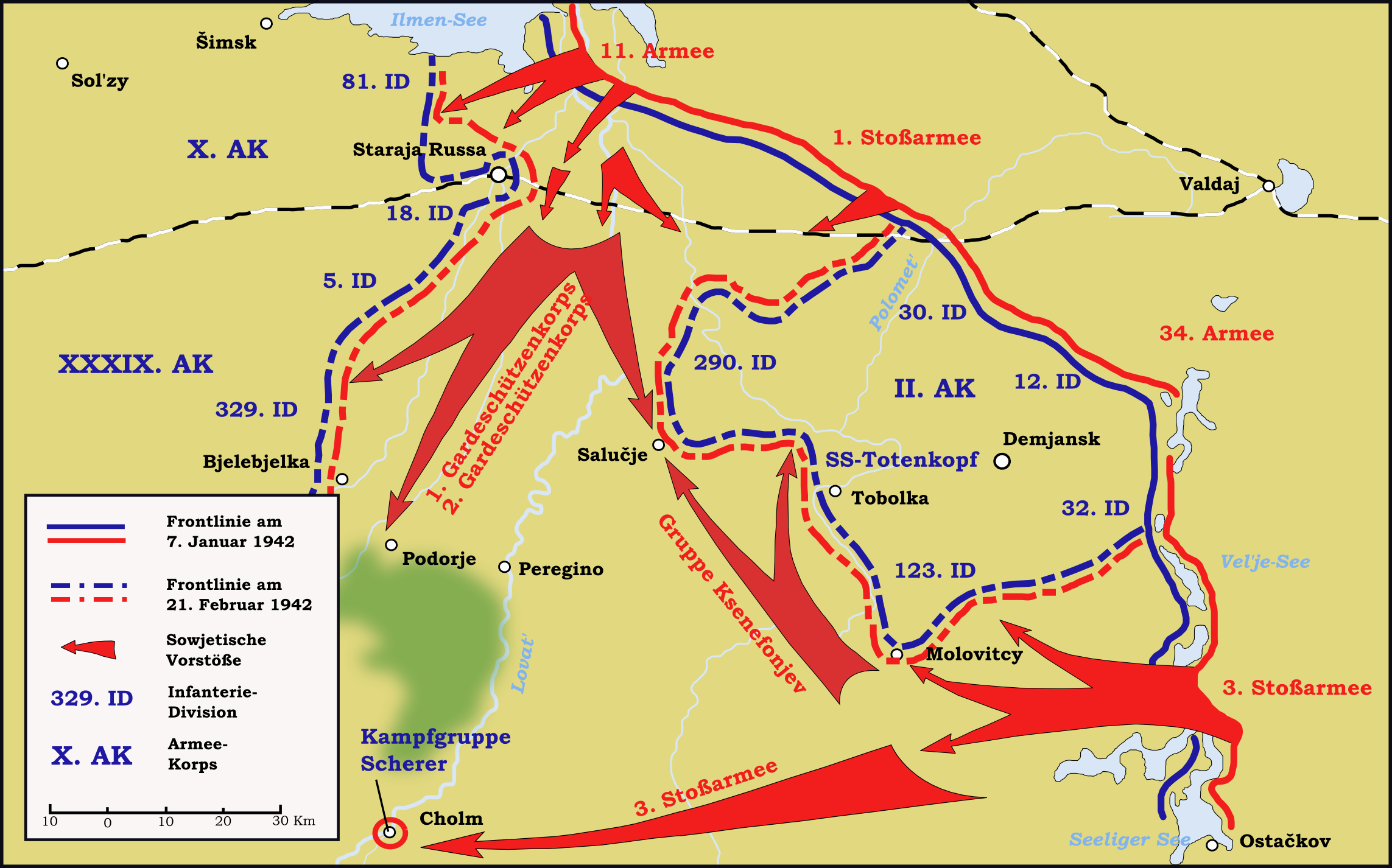
Offensive der Roten Armee südlich des Ilmensees, 7. Januar – 21. Februar 1942

Am 8. Januar 1942 eröffneten die Truppen der sowjetischen Nordwestfront (Generalleutnant Pawel Alexejewitsch Kurotschkin) zwischen dem Ilmensee und dem Seligersee den Angriff auf die Stellungen des X. Armeekorps (General der Artillerie Christian Hansen) und des II. Armeekorps (General der Infanterie Walter Graf von Brockdorff-Ahlefeldt) der 16. Armee (Generaloberst Ernst Busch) der Heeresgruppe Nord (Generalfeldmarschall Wilhelm Ritter von Leeb). Die sowjetische 11. Armee (Generalleutnant Wassili Iwanowitsch Morosow) durchbrach am südlichen Ufer des Ilmensees die Stellungen der 290. Infanterie-Division und stand bereits am 9. Januar vor Staraja Russa. Trotz ununterbrochener Angriffe konnte die Stadt von deutschen Truppen gehalten werden.
Bei einem Besuch im Führerhauptquartier am 12. Januar 1942 beantragte der Oberbefehlshaber der Heeresgruppe Nord, Generalfeldmarschall Ritter von Leeb, die Stellungen der deutschen Truppen auf den Fluss Lowat zurückzunehmen, bei gleichzeitigen Gegenangriffen zum Entsatz. Hitler nahm die Einkesselung bewusst in Kauf, lehnte den Vorschlag ab und befahl stattdessen dem II. Armeekorps, Demjansk um jeden Preis zu halten, auch wenn die Verbindung zum X. Armeekorps bei Staraja Russa abreißen sollte. Deshalb bat von Leeb um seine Entlassung. Hitler gab dem Gesuch statt und berief Generaloberst Georg von Küchler, den Oberbefehlshaber der 18. Armee, zu von Leebs Nachfolger. Hitler wollte durch seine Entscheidung starke Feindkräfte binden und Demjansk als Ausgangsbasis für spätere Angriffsoperationen halten, zu denen es aber aus Kräftemangel nicht mehr kommen sollte.
Ab Ende Januar schwenkte das durch den Einbruchsraum der sowjetischen 11. Armee nachgeführte sowjetische I. Garde-Schützenkorps (Brigadegeneral Afanassi Sergejewitsch Grjasnow) von Staraja Russa nach Südosten in den Rücken des X. und des II. Armeekorps ein und stieß der nach Nordwesten vorgehenden sowjetischen 3. Stoßarmee (Generalleutnant Maxim Alexejewitsch Purkajew) entgegen, die am 9. Januar die Stellungen der 123. Infanterie-Division westlich des Seligersees durchbrochen hatte. Trotz des erbitterten Widerstandes der deutschen Truppen vereinigten sich die Spitzen der sowjetischen Truppen nach Mitte Februar im Bereich des Ortes Salutschje, nachdem bereits am 8. Februar die letzte Nachschubstraße und alle Fernsprechkabel in den Kessel durchtrennt worden waren.
Der zwischen der sowjetischen 11. Armee und der 3. Stoßarmee stehenden sowjetischen 34. Armee (Generalleutnant Nikolai Erastowitsch Bersarin) gelang es in den ersten Angriffstagen, in die Naht zwischen der 290. und 30. Infanterie-Division einzubrechen und das Gebiet südlich des Bahnhofes Beglowo zu nehmen. Alle weiteren Angriffe dieser Armee auf die Kesselfront konnten bis zur Räumung des Kessels abgewiesen werden.
Die vor der Südfront des Kessels liegenden Einheiten der sowjetischen 3. Stoßarmee und der 34. Armee wurden im Mai 1942 als 53. Armee (Generalleutnant Alexander Sergejewitsch Ksenofontow) zusammengefasst.

## Kämpfe um den Kessel

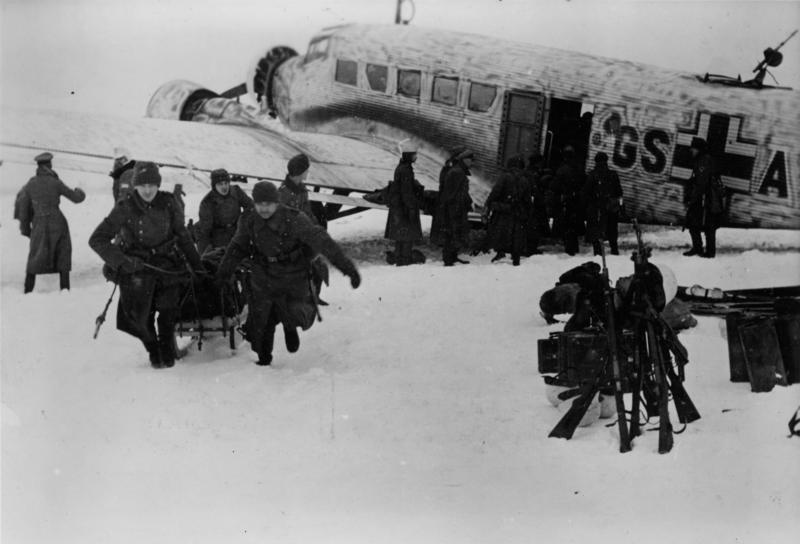
Entladung von Ju 52 bei Demjansk

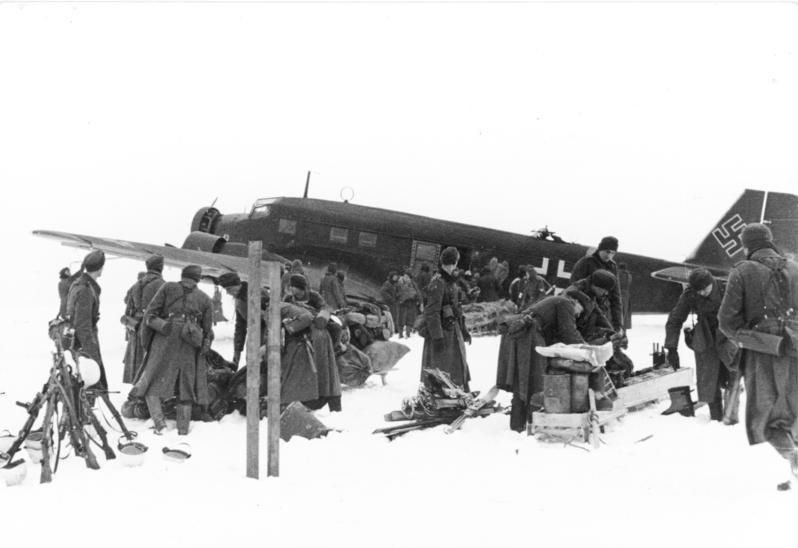
Entladung von Ju 52 bei Demjansk

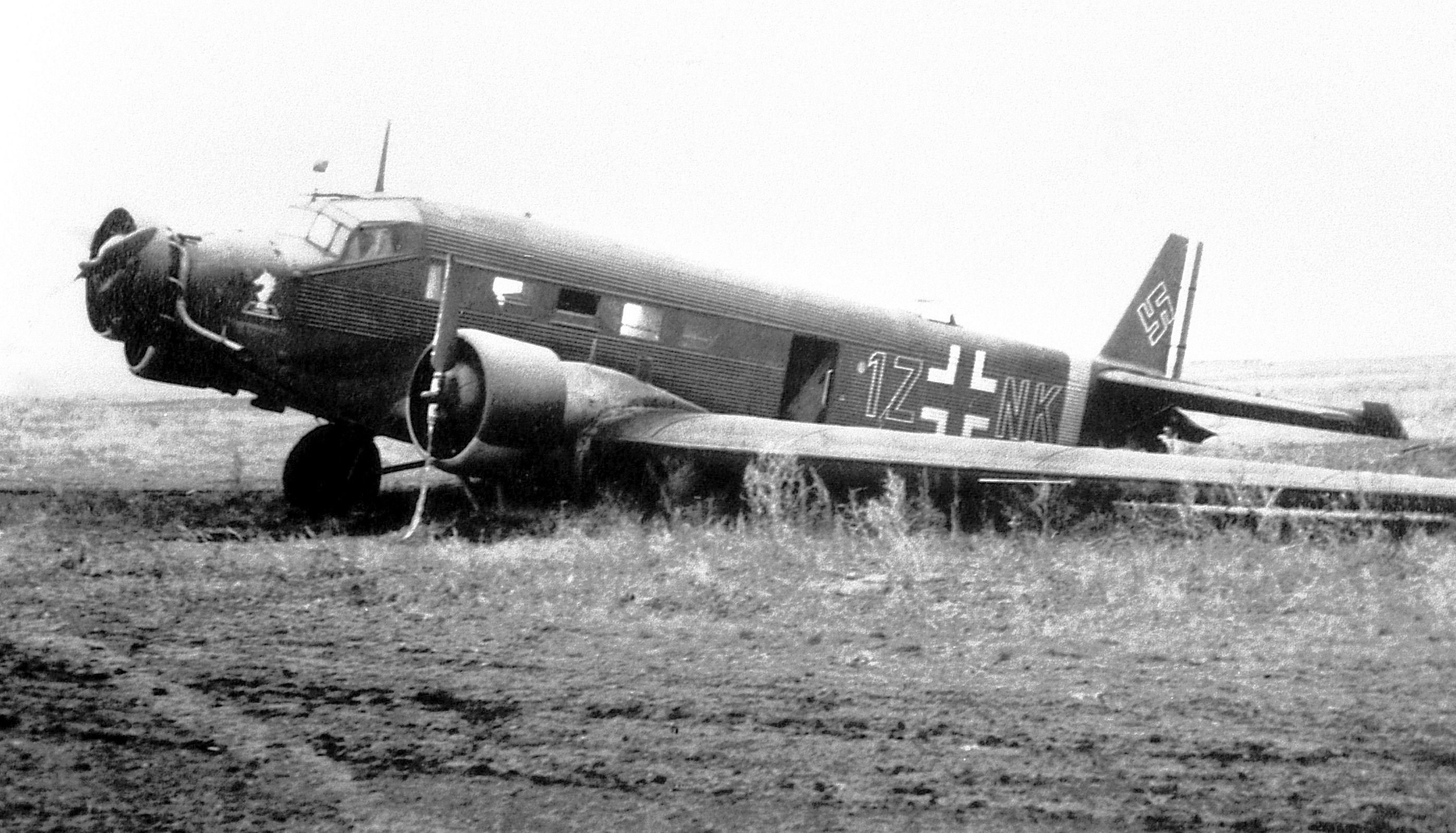
Beschädigte Ju 52 der 2. Staffel des Kampfgeschwaders z.b.V. 1 (Geschwaderkennung 1Z+NK) bei Demjansk

In einem Kesselgebiet von zirka 3000 Quadratkilometern mit einem Frontumfang von etwa 300 Kilometern um die Stadt Demjansk, 75 km südöstlich des Ilmensees, waren sechs Divisionen mit etwa 95.000 Soldaten und 20.000 Pferden eingeschlossen. Dazu gehörte auch die SS-Division Totenkopf unter SS-Obergruppenführer und General der Waffen-SS Theodor Eicke. 35 Kilometer trennten das Einschlussgebiet von der Hauptkampflinie um Staraja Russa. Der Kessel wurde erfolgreich durch die Luft versorgt, zu diesem Zweck war bereits gegen Ende Januar im Kessel mit dem Bau zweier behelfsmäßiger Feldflugplätze östlich von Demjansk (Saoserje und Pjesti) begonnen worden.
Schon am 18. Februar 1942 erhielt der Einsatzstab des LTF (Lufttransportführer) Ost, Oberst (später Generalmajor) Fritz Morzik den Befehl zum Einsatz, wofür Transportfliegerkräfte von mehreren Kampfgruppen zur besonderen Verwendung (K.Gr. z .b. V.), mit ihren Transportflugzeugen vom Typ Junkers Ju 52, auf Absprunghäfen konzentriert wurden. Sie wurden später durch weitere abgezogene Kapazitäten der Luftflotte 4 aus dem Südabschnitt der Ostfront und durch neu aufgestellte Verbände ergänzt. Als Absprunghäfen wurden alle in Reichweite befindlichen Feldflughäfen eingesetzt: Pleskau-Süd, Pleskau-West, Korowje-Selo, Ostrow-Süd, Tuleblja, Riga, Riga-Nord, Dünaburg.
Bis Anfang März 1942 wurden für den Einsatz ca. 220 Flugzeuge zusammengezogen, von denen aber nur 30 % einsatzbereit waren. Die von Morzik angeforderten zusätzlichen 300 Transportflugzeuge wurden nur zu einem geringen Teil zur Verfügung gestellt. Besondere Probleme bereitete dabei die Wartung und Reparatur der Flugzeuge. Im Einsatz selbst waren die Flugzeuge vor allem durch Flugabwehrfeuer gefährdet. Angriffe durch feindliche Jäger kamen auf Grund der seinerzeitigen Schwäche der sowjetischen Luftwaffe selten vor. Für Morzik war diese Schwäche eine der wichtigsten Voraussetzungen für den Erfolg der Versorgung.
Um die Kampfkraft der eingeschlossenen Truppen aufrechtzuerhalten, forderte das Heer anfangs die Zufuhr von täglich mindestens 300 Tonnen an Versorgungsgütern. Diese Menge wurde nur an wenigen Tagen erreicht. Für die Zeit vom 19. Februar bis zum 18. Mai 1942 wurden 24.303 t an transportierten Gütern gemeldet, ein Tagesdurchschnitt von 273 t. Diese Zahl ist wahrscheinlich nicht absolut zutreffend, da sie aus der Zahl der eingesetzten Flugzeuge multipliziert mit der Ladekapazität der Flugzeuge errechnet wurde. 22.093 Verwundete wurden ausgeflogen. Morzik beurteilte diese erste Kesselversorgung später aufgrund der Verluste als „negative[n] Erfolg“. In der obersten deutschen Führung kam man jedoch zu dem Schluss, dass sich eine solche Luftversorgung auch an anderer Stelle wiederholen ließe.
Folgende Divisionen befanden sich im Kessel eingeschlossen:
(Die Reihenfolge der Nennung entspricht der Aufstellung der Divisionen vom Ilmensee bis zum Seligersee vor Beginn des sowjetischen Angriffs am 8. Januar 1942.)
- X. Armeekorps
  - 290. Infanterie-Division (Generalleutnant Theodor Freiherr von Wrede)
  - 30. Infanterie-Division (Generalleutnant Kurt von Tippelskirch)
  - SS-Division Totenkopf (Obergruppenführer Theodor Eicke)
- II. Armeekorps
  - 12. Infanterie-Division (Oberst Karl Hernekamp)
  - 32. Infanterie-Division (Generalmajor Wilhelm Bohnstedt)
  - 123. Infanterie-Division (Generalmajor Erwin Rauch)

Das Generalkommando des X. Armeekorps (General der Artillerie Christian Hansen) zog sich Ende Januar aus dem sich bildenden Kessel auf Staraja Russa zurück und übernahm dort den Befehl über die Truppen zur Verteidigung der Hauptkampflinie vom Ilmensee über Staraja Russa bis südwestlich der Stadt. Es waren dies folgende Truppen: 18. Infanterie-Division (mot.), 81. Infanterie-Division, Luftwaffen-Division Meindl, verstärktes Infanterie-Regiment 368 (später in Grenadier-Regiment 368 umbenannt) (281. SD), Polizeiregiment Nord, Sicherungsregiment Mayer und mehrere Kampfgruppen der SS-Division Totenkopf. In der ersten Februarwoche trafen die ersten Einheiten der 5. leichten Infanterie-Division aus Frankreich ein. Die drei eingeschlossenen Divisionen des X. Armeekorps wurden am 18. Februar dem im Kessel verbliebenen Generalkommando des II. Armeekorps unterstellt.
Ab Anfang März sickerten zirka 6.000 Mann des sowjetischen 1. Luftlandekorps aus ihrem Bereitstellungsraum um den Ort Wereteika von Norden über den gefrorenen Newij-Sumpf zwischen den Stützpunkten Pustynia und Nory der dünn besetzten deutschen Stellungslinie zwischen der 290. und der 30. Infanterie-Division in das Kesselgebiet ein. Sie sperrten Nachschubwege, überfielen rückwärtige Versorgungseinrichtungen, griffen vom 18. bis 26. März die Stellungen der 30. Infanterie-Division bei Lytschkowo aus dem Kesselinnern an (2. Luftlandebrigade unter Oberstleutnant Wassilenko mit dem zwischenzeitlich nachgeführten 54. Skibataillon) und stießen in der Nacht vom 21. auf den 22. März auf den vermeintlichen Gefechtsstand des II. Armeekorps in Dobrosli vor (der Gefechtsstand wurde am Vortag vorsichtshalber nach Borowitschi östlich Demjansk verlegt), und auf die Feldflugplätze um Demjansk (1. Luftlandebrigade unter Oberstleutnant Tarassow und 204. Luftlandebrigade unter Major Grinjew). Die Angriffe konnten jedoch abgeschlagen werden. In zähen, sich bis Ende April hinziehenden Verfolgungskämpfen gelang es deutschen Jagdkommandos, die vom Nachschub abgeschnittenen sowjetischen Luftlandetruppen zu vernichten bzw. gefangen zu nehmen. Das 1. Luftlandekorps konnte seinen Kampfauftrag, die Vernichtung des Generalkommandos des II. Armeekorps, die Zerstörung der Feldflugplätze sowie die Befreiung des von der 30. Infanterie-Division zwischen Lytschkowo und Knewizy blockierten Teiles der Eisenbahnlinie von Waldai nach Staraja Russa, nicht erfüllen.

## Entsatzangriff

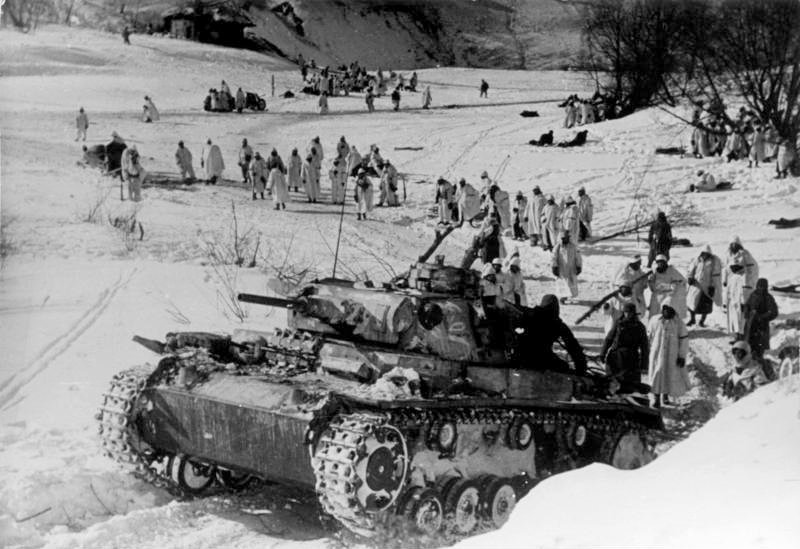
Öffnung des Kessels von Demjansk (21. März 1942)

Am 20. März 1942 trat südlich Staraja Russa die Stoßgruppe Seydlitz (Generalleutnant Walther von Seydlitz-Kurzbach) im sogenannten Unternehmen Brückenschlag zur Öffnung des Kessels an, erreichte am 20. April den Ort Ramuschewo am Lowat-Fluss und konnte über den Fluss mit dem Sturmregiment des II. Armeekorps (Oberstleutnant Hermann von Borries), das am 14. April aus dem Kessel heraus (Unternehmen Fallreep) angetreten war, Verbindung aufnehmen. Der an seiner schmalsten Stelle im Bereich des Ortes Ramuschewo (Ramushevo) nur vier Kilometer breite Verbindungskorridor wurde in den folgenden Wochen nach Nord und Süd ausgeweitet. Da die einzige Nachschubstraße über Ramuschewo zur Versorgung der Kesseldivisionen nicht ausreichte, musste die Luftversorgung weiterhin aufrechterhalten werden. Sie wurde Ende Oktober eingestellt, da die Transportkapazitäten zur Versorgung von Stalingrad benötigt wurden. Allerdings konnte nach einer beträchtlichen Süderweiterung des Verbindungskorridors vom 27. September bis 11. Oktober 1942 (Unternehmen Michael / Operation Winkelried) eine weitere Nachschubstraße in den Kessel eingerichtet werden. Ebenfalls wurde die bereits bestehende Heeresfeldbahn von Tuleblja nach Welikoje Sselo über Tscherentschizy (Cherenchitsy) bis nach Losnizy, auch Losnitzy, (Loznitsy), in den Kessel hinein verlängert. Loznitsy nahe dem Fluss Pola (Ilmensee), wo sich der Hauptverbandsplatz befand, liegt 1 Kilometer nördlich des deutschen Soldatenfriedhofs Korpowo.
Die Gesamtverluste des fliegenden Personals durch Feindeinwirkung sowie durch Abstürze auf Einsatzflügen betrugen während der Kesselversorgung Demjansk: 2 Gruppenkommandeure gefallen, 383 Offiziere, Unteroffiziere und Mannschaften gefallen, vermisst oder verwundet. 262 Transportflugzeuge gingen durch Feindeinwirkung, Abstürze und Bruchlandungen verloren.
Dieses erfolgreiche Halten und Versorgen eines Kessels wurde Ende 1942 zum verhängnisvollen Vorbild nach der Einschließung der 6. Armee in Stalingrad.
Die Stoßgruppe Seydlitz setzte sich wie folgt zusammen:
- 5. leichte Infanterie-Division (Generalmajor Karl Allmendinger)
- 8. leichte Infanterie-Division (Generalmajor Gustav Höhne)
- 122. Infanterie-Division (Generalmajor Sigfrid Macholz)
- 329. Infanterie-Division (Oberst Bruno Hippler)
- Gebirgsjäger-Regiment 206 (Oberst Edmund Hoffmeister)
- sowie Panzer-, Sturmgeschütz- und Flakeinheiten
- und Teile der 18. Infanterie-Division (mot.) und der Luftwaffen-Felddivision Meindl

## Folgen

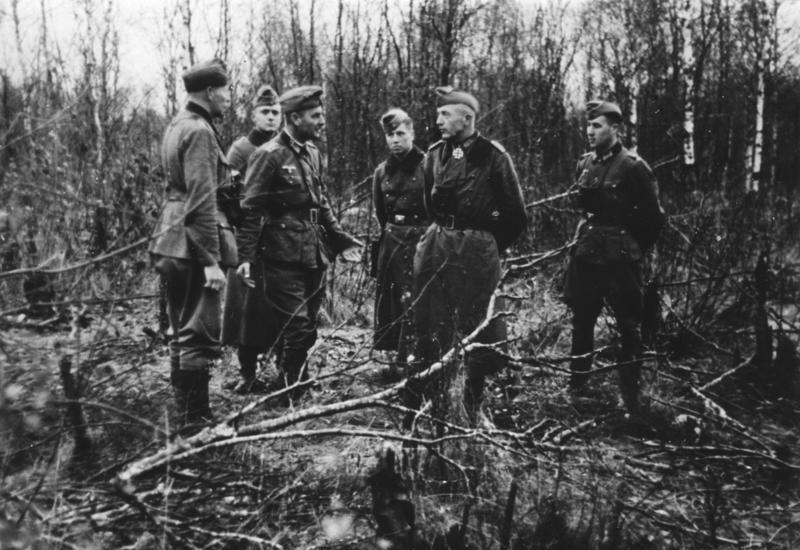
General Walter von Seydlitz-Kurzbach (2. von rechts), Kommandant der „Festung Demjansk“ im Gespräch mit Offizieren

Nach Erfüllung des Kampfauftrages wurde die Stoßgruppe Seydlitz am 2. Mai 1942 wieder aufgelöst und deren Einheiten dem X. Armeekorps unterstellt. Am 5. Mai 1942 wurde Divisionskommandeur Theodor Eicke die Führung eines Korps übertragen, das aus SS- und Wehrmachteinheiten, den etwa 14.000 Überlebenden der sechs Divisionen aus dem Kessel von Demjansk, bestand. Die Einheiten verblieben bis zur Räumung im Februar 1943 im Verbindungskorridor und Kesselgebiet. Das Gebirgsjäger-Regiment 206 kam im Juli 1942 wieder nach Finnland zur 7. Gebirgs-Division. Während der Kesselschlacht von Demjansk verlor die SS-Division Totenkopf allein bis Mitte März 1942 etwa 7000 Soldaten. Aufgrund des Verlustes von 80 Prozent ihres Personalbestandes (Sollstärke 15.000 Soldaten) wurden die Reste der SS-Division Totenkopf im Oktober 1942 zur Auffrischung nach Südfrankreich verlegt. Die übrigen Divisionen des II. Armeekorps verblieben bis zur Räumung im Gebiet des ehemaligen Kessels und benötigten zur Abwehr der sowjetischen Angriffe Unterstützung durch weitere Einheiten.
Es waren folgende Einheiten:
- SS Freikorps Danmark (Sturmbannführer Christian Frederik von Schalburg) Mai bis Juli 1942
- 81. Infanterie-Division (Generalmajor Erich Schopper) Juli 1942 bis Januar 1943
- 126. Infanterie-Division (Generalleutnant Paul Laux) Juli 1942 bis Räumung
- 58. Infanterie-Division (Generalleutnant Karl von Graffen) Dezember 1942 bis Räumung
- 225. Infanterie-Division (Generalleutnant Walter Risse) Dezember 1942 bis Räumung
- 254. Infanterie-Division (General der Infanterie Friedrich Köchling) Februar 1943 bis Räumung
- 329. Infanterie-Division (Generalleutnant Johannes Mayer) April 1942 bis Räumung

Nach der Öffnung des Kessels war – nach Meinung aller beteiligten Führungsstäbe – die Räumung die einzig sinnvolle Lösung. Hitler lehnte dies mit der Begründung ab, das Kesselgebiet werde als Ausgangsposition für spätere Operationen gegen Moskau benötigt. Nachdem sich die militärische Lage an den Kesselfronten immer unhaltbarer entwickelt hatte, genehmigte er schließlich am 1. Februar 1943 die Räumung. Die Truppen zogen sich ab dem 17. Februar bis Ende Februar planmäßig auf Stellungen ostwärts des Lowat-Flusses und bis Mitte März auf die endgültige Hauptkampflinie am Redja-Fluss zurück. Die Räumung erfolgte während des am 15. Februar begonnenen sowjetischen Großangriffes (Operation Polarstern) mit dem Ziel, das Kesselgebiet endlich – nach mehreren vergeblichen Versuchen – zu liquidieren. Die meisten der freigewordenen deutschen Divisionen kamen im Sommer 1943 in der Dritten Ladoga-Schlacht zum Einsatz.

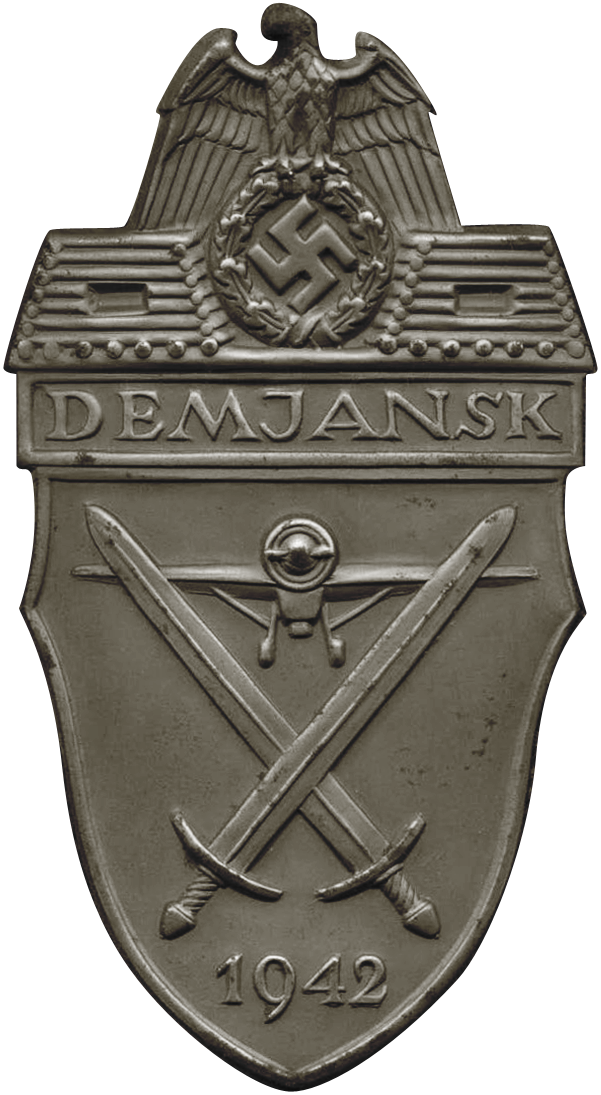
Demjanskschild

Am 25. April 1943 stiftete Adolf Hitler den sogenannten „Demjanskschild“ „zur Erinnerung an die mehrmonatige heldenhafte Verteidigung des Kampfraumes Demjansk gegen einen zahlenmäßig weit überlegenen Gegner“. Der Demjanskschild wurde allen Soldaten verliehen, die in der Zeit vom 8. Februar bis 21. April 1942 im Raum von Demjansk eingeschlossen waren.
Neben den zahlreichen Gefallenen und Verwundeten auf beiden Seiten litt vor Ort insbesondere die russische Zivilbevölkerung. Russische Angaben zu zivilen Opfern in der Region, u. a. in Lagerhaft, schwanken zwischen 20.000 und 100.000 Menschen. In der sowjetischen Propaganda wurden die Zahlen nach dem Krieg nach unten korrigiert, um den Ruhm der Truppen nicht zu schmälern (→Zensur in der Sowjetunion). Hinzu kamen erhebliche Zerstörungen von Gebäuden.
Die deutschen Toten sind heute unter anderem auf der Deutschen Kriegsgräberstätte Korpowo bestattet.